# Le avventure di Topo Gigio (fumetto)
Le avventure di Topo Gigio è una serie a fumetti pubblicata in Italia dal 1994 al 2002 dalla FPM Editore; presenta storie a fumetti con il personaggio di Topo Gigio.